# Ferdinand Kastrioti
Ferdinand Kastrioti, ookwel Ferrante Castriota (?-1561) was een Albanese edelman uit het geslacht Kastrioti. Ferdinand was de zoon van Gjon Kastrioti II en daarmee de kleinzoon van de Albanese volksheld Skanderbeg. Van 1514 tot 1530 had Ferdinand de titel van hertog toen hij een heerschappij over Galatina in het huidige Italië kende.

## Biografie
Ferdinand was de zoon van de Albanese prins Gjon Kastrioti II en zijn Servische gemalin  Jerina Branković. Via zijn moeders kant is hij daarmee een achterkleinzoon van Thomas Palaiologos. Ferdinand volgde zijn vader Gjon II op als hertog van San Pietro. Ferdinand vocht in de oorlog van de Liga van Cognac tegen Keizer Karel V.
Ferdinand trouwde met Adriana Acquaviva-d'Aragona van Nardò, met wie hij een dochter kreeg, prinses Irina Kastrioti. Irina erfde na alle bezittingen van haar vader. Ferdinand stierf in 1561.